# Departamento de Ñeembucú
Ñeembucú (en guaraní Ñe’ẽmbuku) es uno de los diecisiete departamentos que, junto con Asunción, Distrito Capital, forman la República del Paraguay. Su capital y ciudad más poblada es Pilar. Está ubicado al extremo suroeste de la región oriental del país, limitando al norte con Central, al este con Paraguarí y Misiones y al sur con el río Paraná que lo separa de la Provincia de Corrientes (Argentina), y al oeste con el río Paraguay que lo separa de la Provincia de Formosa (Argentina) y la Provincia del Chaco (Argentina). Con 85 749 habitantes en 2022 es el tercer departamento menos poblado —por delante de Boquerón y Alto Paraguay—, y con 7 hab/km² es el cuarto menos densamente poblado, por delante de Presidente Hayes, Boquerón y Alto Paraguay.

## Toponimia
Existen dos teorías opuestas acerca del origen toponímico de este departamento:
Según la primera teoría, Ñeembucú sería una castellanización de ñe’ẽmbyky (de ñe’ẽ, palabra; y mbyky, breve), parco. Según la segunda, proviene de ñe’ẽmbuku (lit. «palabra larga»).

## Historia

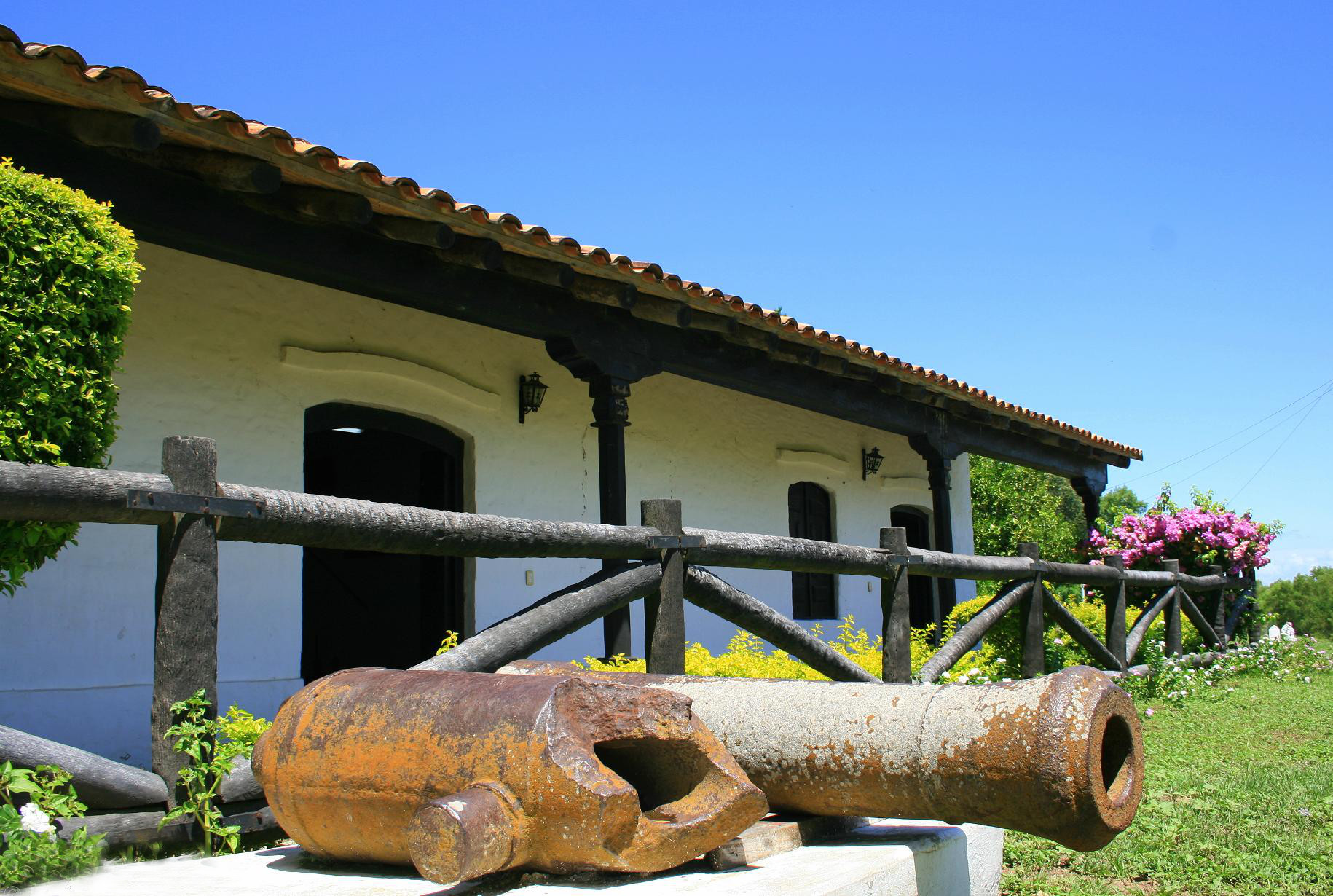
Ex Cuartel de López en la legendaria Humaitá.

Al sur de Asunción, las tierras servían de asentamiento a las estancias ganaderas que se extendían formando una franja estrecha entre el lago Ypoa, el arroyo Paray y el río Paraguay por un lado, y por la laguna Verá y los ríos Negros y Paraguay. Desde 1676 se concedían mercedes a los pobladores hispano-criollos para la utilización de esos territorios para la cría de ganado vacuno, hasta el río Tebicuary al sur, pues desde allí hacia el Paraná el dominio jesuítico era completo, y sus extensas estancias ganaderas llegaban hasta el límite septentrional del actual territorio de Ñeembucú.
El proceso de consolidación poblacional del sur se inició luego de la fundación de Villeta en 1714. La ciudad de Pilar (capital actual), primer centro poblacional de importancia, fue fundada en 1776 como parte de la expansión poblacional de este siglo, manteniendo siempre centradas las nuevas villa españolas sobre el eje fluvial del río Paraguay. 
Hacia finales del siglo XVIII se consolidó el proceso defensivo del sur con la erección de numerosos fuertes, como Reducción, Herradura, Remolinos, Naranjay, Tacuaras, Curupayty, y Yabebyry (1790) algunos desaparecidos y otros constituidos en centros estables.
Los citados y otros numerosos fortines sobre el río Paraguay, por el sur del Tebicuary, mantuvieron sus funciones defensivas contra las incontenibles agresiones de los indios chaqueños. Yabebyry constituía la máxima avanzada por el este, sobre el río Paraná. En tiempos del Dr. José Gaspar Rodríguez de Francia se fortifico aún más el área con el fuerte de Humaitá y el traslado definitivo de la Villa Remolinos a la nueva Villa Franca sobre el río Paraguay. También el área de Laureles estaba poblada ya a fines del siglo XVIII, mientras que Villa Oliva se fundó en época de Don Carlos Antonio López. 
La mayor parte del área poblada de Ñeembucú se estructuró en torno a la explotación ganadera, si bien desde la época de los López se inició la fortificación y militarización de ciertos poblados estratégicos del departamento. Bajo el Gobierno de Francisco Solano López, algunos de estos cumplieron un destacado papel en la acción militar -defensiva de la guerra de la Triple Alianza, tales como Paso de Patria, Itapirú, Curupayty y Humaitá. En 1906 se creó el decimosegundo departamento bajo el nombre de Pilar, con este poblado como capital y los partidos Humaitá, Laureles, Paso de Patria, Desmochados, Guazú Cuá, Pedro González (hoy Mayor José D. Martínez), San Juan Bautista de Ñeembucú, Tacuaras, Isla Umbu, Yabebyry. Su actual configuración territorial, superficie, límites y distritos le fueron asignados por la Ley N.º 406 de 1973 que retiró de su dominio el territorio de Yabebyry, pasándolo a la jurisdicción de Misiones.

## Geografía

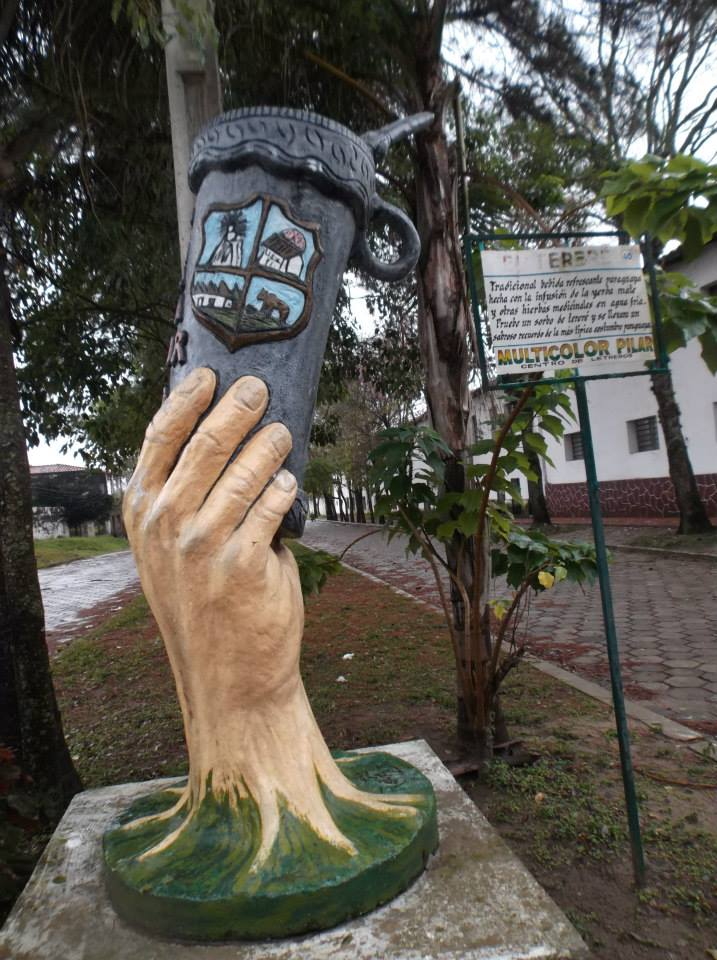
Monumento al Tereré (Pilar -Ñeembucú, Paraguay-)

Este departamento se ubica en el extremo suroeste de la región Oriental, ocupando un área entre los paralelos 25°35′ y 27°20′ de latitud sur y los meridianos 56°35′ y 58°40′ de longitud oeste. Ubicado en el extremo suroeste de la región Oriental, al norte limita con Central y al este con Paraguarí y Misiones; se separa de la República Argentina al sur mediante el río Paraná y al oeste a través del río Paraguay.
La topografía del departamento se caracteriza por el amplio predominio de zonas planas y bajas. Este aspecto del territorio favorece la existencia de grandes esteros y pantanos que son intransitables en época de lluvias, además de producir la inundación de extensas superficies a causa de las crecientes de los ríos Paraguay, Tebicuary y Negro. Las partes altas, en proporción mucho menor que las bajas, son discontinuas y forman áreas en las que se asientan las poblaciones, se cultiva la tierra y se cría el ganado vacuno.

### Orografía
Las únicas porciones del territorio que pueden considerarse accidentadas orográficamente están situadas en el sur del departamento, en las proximidades del río Paraná. Existen en esta parte terrenos con elevaciones de poca altura, conocidas con el nombre de "Cerrito".

### Hidrografía

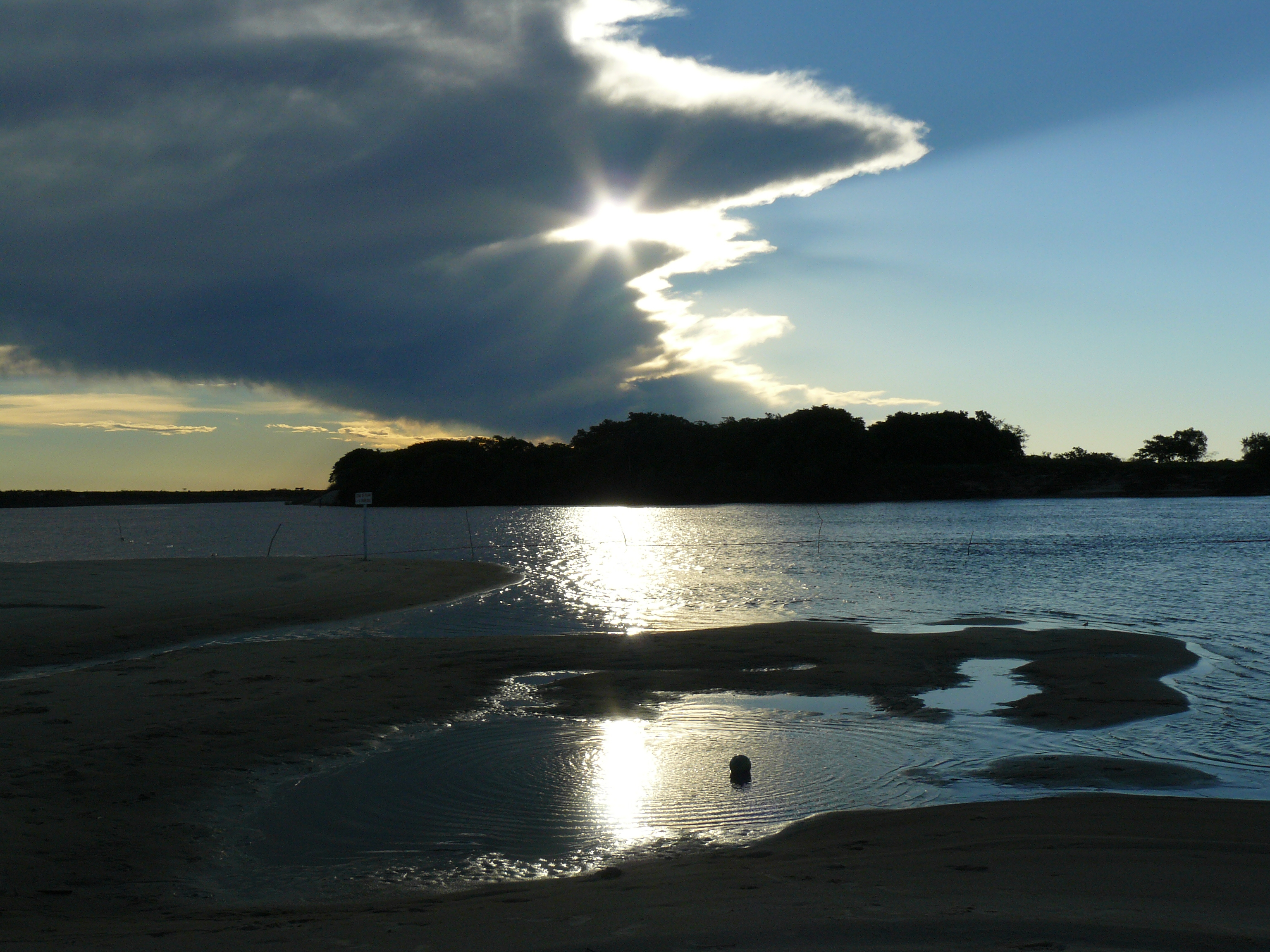
Atardecer en el Río Paraguay.

El departamento se encuentra rodeado por los ríos Paraguay y Paraná. La vertiente del primero de ellos está constituida por el río Tebicuary y sus afluentes, el río Negro y los arroyos Yacaré y otros. Los arroyos más conocidos son Ñeembucú y Hondo, que sirven de desaguaderos de los esteros Bellaco, Pegauho, Yacaremi, Po´i Tuyu Pyta, Camba, Mburicao-cué, entre otros.
Al norte del departamento se encuentran la Laguna Cabral, el Lago Ypoá, y Laguna Verá.

### Clima
El clima en este departamento es fresco a húmedo debido a la gran cantidad de esteros, arroyos y ríos que riegan su suelo.
La temperatura media anual es de 22 °C, en el verano varía entre 37 °C y 40 °C, las mínimas en invierno son de 5 °C y 2 °C. Con una pluviosidad de 1334 mm anual, los meses de mayor precipitación son enero, marzo, abril y octubre; los más secos de mayo a agosto.

## Demografía
| POBLACIÓN HISTÓRICA DEL DEPARTAMENTO DE ÑEEMBUCÚ             | POBLACIÓN HISTÓRICA DEL DEPARTAMENTO DE ÑEEMBUCÚ | POBLACIÓN HISTÓRICA DEL DEPARTAMENTO DE ÑEEMBUCÚ | POBLACIÓN HISTÓRICA DEL DEPARTAMENTO DE ÑEEMBUCÚ | POBLACIÓN HISTÓRICA DEL DEPARTAMENTO DE ÑEEMBUCÚ |
| N.º                                                          | Año                                              | Habitantes                                       | Crecimiento Intercensal                          | Estimaciones o Censo de población                |
| ------------------------------------------------------------ | ------------------------------------------------ | ------------------------------------------------ | ------------------------------------------------ | ------------------------------------------------ |
| SIGLO XX                                                     |                                                  |                                                  |                                                  |                                                  |
| 1.º                                                          | 1950                                             | 50 861                                           | Sin cambios                                      | Censo paraguayo de 1950                          |
| 2.º                                                          | 1962                                             | 57 878                                           | + 13,7 %                                         | Censo paraguayo de 1962                          |
| 3.º                                                          | 1972                                             | 73 098                                           | + 26,2 %                                         | Censo paraguayo de 1972                          |
| 4.º                                                          | 1982                                             | 70 338                                           | - 3,7 %                                          | Censo paraguayo de 1982                          |
| 5.º                                                          | 1992                                             | 69 770                                           | - 0,8 %                                          | Censo paraguayo de 1992                          |
| SIGLO XXI                                                    |                                                  |                                                  |                                                  |                                                  |
| 6.º                                                          | 2002                                             | 76 348                                           | + 9,4 %                                          | Censo paraguayo de 2002                          |
| 7.º                                                          | 2012                                             | 86 180                                           | + 12,8 %                                         | Censo paraguayo de 2012                          |
| 8.º                                                          | 2022                                             | 76 719                                           | - 0,5 %                                          | Censo paraguayo de 2022                          |
| Fuente: Instituto Nacional de Estadística del Paraguay (INE) |                                                  |                                                  |                                                  |                                                  |

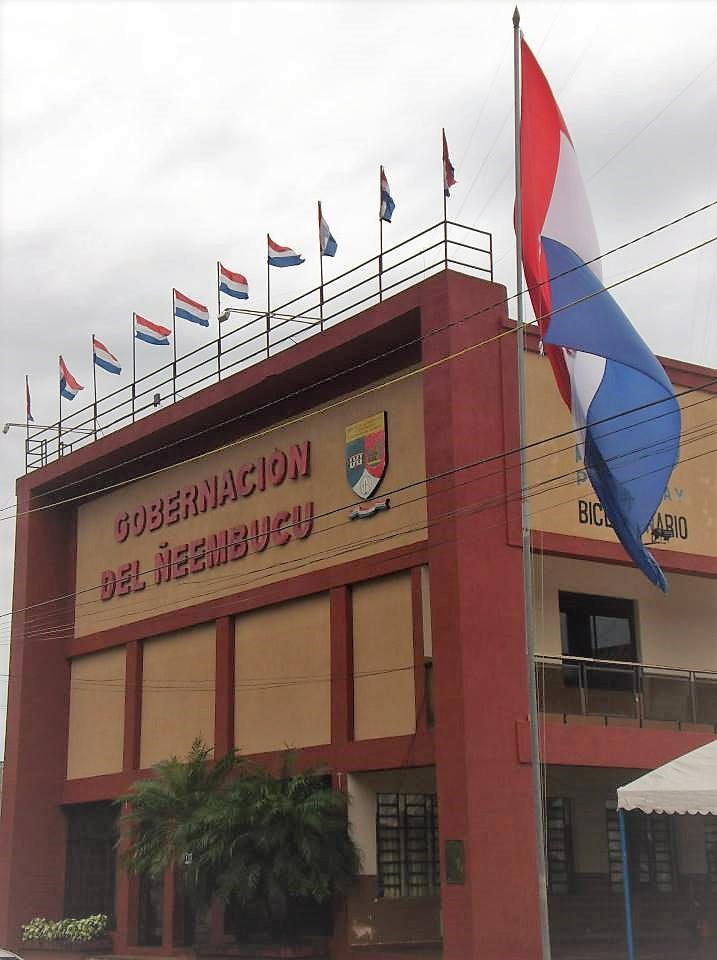
Palacio de la Gobernación del Departamento del Ñeembucú (Pilar).

Evolución histórica de la población 
del Departamento de Ñeembucú según 
 los censos paraguayos (1950-2022)
Fuente: Instituto Nacional de Estadística del Paraguay (INE)

## División administrativa
El departamento actualmente está dividido en 16 municipios:
| N.º | Municipios                     | Población (2017) |  |
| --- | ------------------------------ | ---------------- |  |
| 1   | Alberdi                        | 9588             |  |
| 2   | Cerrito                        | 5615             |  |
| 3   | Desmochados                    | 1790             |  |
| 4   | General José Eduvigis Díaz     | 4024             |  |
| 5   | Guazú Cuá                      | 2178             |  |
| 6   | Humaitá                        | 3097             |  |
| 7   | Isla Umbú                      | 3013             |  |
| 8   | Laureles                       | 3520             |  |
| 9   | Mayor José de Jesús Martínez   | 4253             |  |
| 10  | Paso de Patria                 | 2102             |  |
| 11  | Pilar                          | 32 624           |  |
| 12  | San Juan Bautista del Ñeembucú | 5880             |  |
| 13  | Tacuaras                       | 3876             |  |
| 14  | Villa Franca                   | 1340             |  |
| 15  | Villa Oliva                    | 3771             |  |
| 16  | Villalbín                      | 2453             |  |

### Principales ciudades

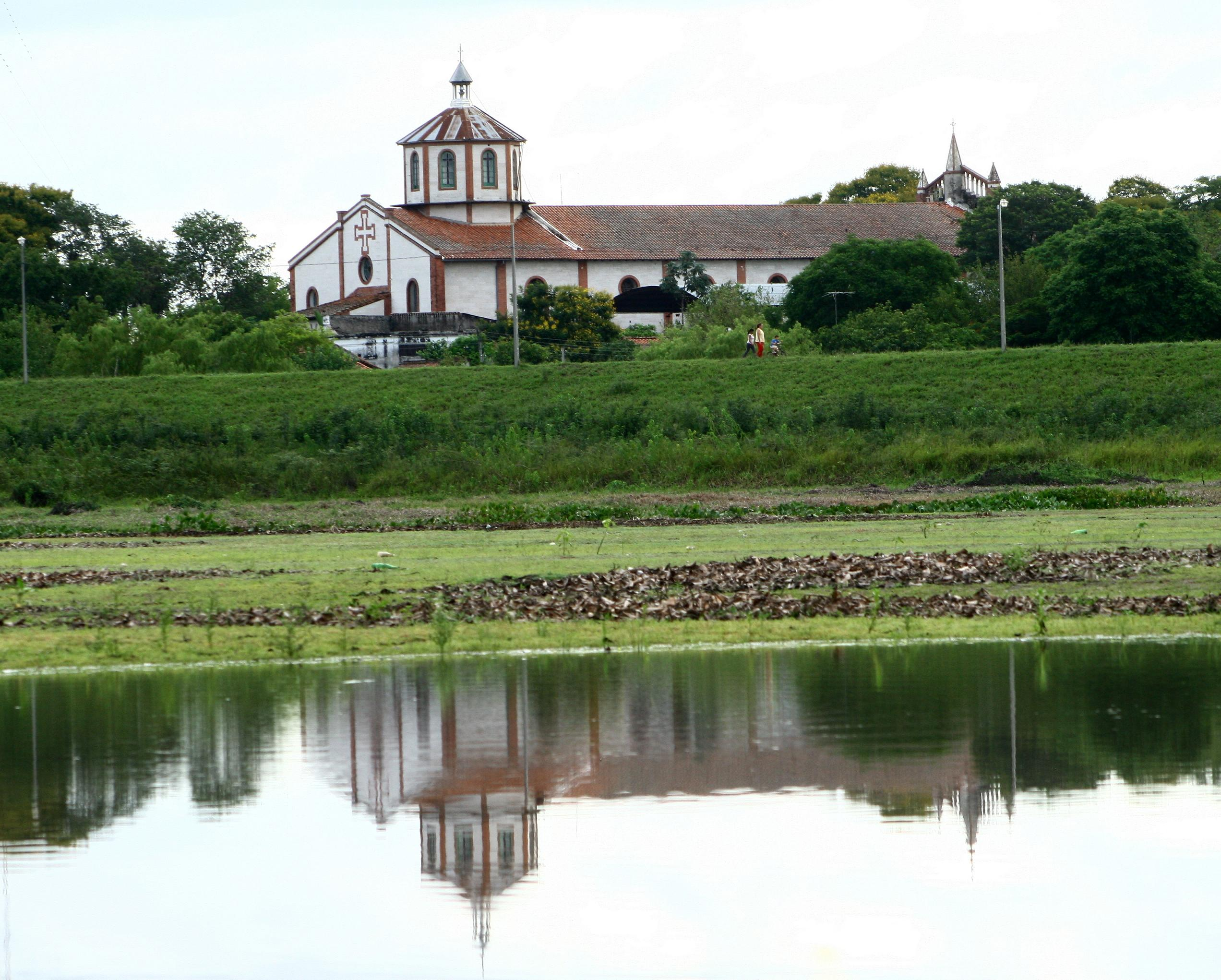
Catedral de Nuestra Señora del Pilar, reflejada en las aguas del arroyo Ñe´embukú.

#### Pilar
Fundada por Pedro Mello de Portugal y Villena en el año 1779, es sin dudas el centro de todas las actividades del departamento. Su población se estima en 30 000 habitantes. Tras la independencia pasó a constituirse en uno de los puertos más importantes del país. Receptora de inmigrantes europeos, el italiano Paolo Federico Alberzoni la eligió por su estratégica ubicación, como sede del complejo fabril Manufactura de Pilar S.A. La fábrica, además de producir tejidos que son exportados a todo el mundo, durante décadas proveyó de energía eléctrica a la capital departamental. Actualmente emplea a 800 obreros. Otro italiano, el padre Federico Schiavón, fue protagonista fundamental de su desarrollo. Actualmente retirado de la vida pública, gracias a sus permanentes reclamos, fueron habilitadas numerosas instituciones educativas y sociales. Las rutas PY04 y PY19 comunican a Pilar al resto del país. Además se aguarda la concreción del puerto de aguas profundas que, instalado en la capital departamental, servirá para el embarque de toda la producción de granos del país. La integración regional avanzará extraordinariamente al construirse el proyectado puente Chaco-Ñeembucú, que servirá de acceso a las provincias argentinas vecinas de Chaco, Corrientes y Formosa. 
Pilar, ciudad de gente hospitalaria, proyecta su futuro en el fomento del turismo, mostrando la belleza de numerosas construcciones coloniales, playas en el río Paraguay y el arroyo Ñeembucú. Existen atractivos sectores de pesca y paisajes maravillosos en los alrededores de la ciudad.

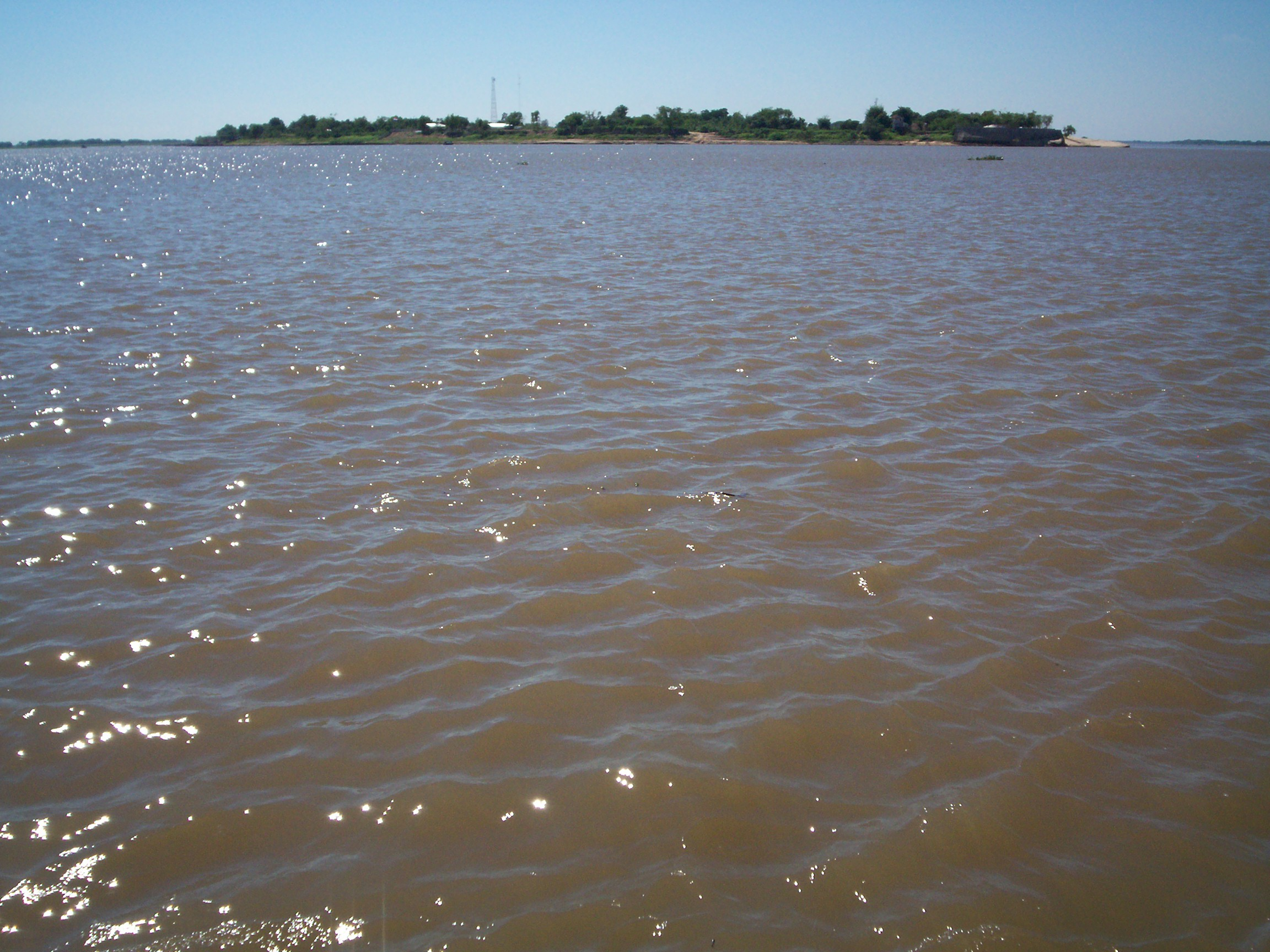
Ciudad de Alberdi, vista desde el río Paraguay.

#### Alberdi
Con aproximadamente 9.000 habitantes, su actividad principal es el turismo de compras. Ubicada estratégicamente frente a la Ciudad de Formosa, capital de la Provincia de Formosa (Argentina), es la ciudad con mayor actividad comercial del departamento. Por sus características, Alberdi depende casi exclusivamente de las compras que realizan los extranjeros. La ciudad está establecida en una zona baja, muy expuesta a las crecidas el Río Paraguay, por lo que posee muros de contención para evitar el ingreso de las aguas. Gracias a la conclusión de la Ruta Nacional PY19, hoy día la ciudad de Alberdi cuenta con un camino de todo tiempo que lo conecta con la capital del país y la capital departamental, corredor de norte a sur.
Este distrito debe su nombre al escritor argentino Juan Bautista Alberdi, quien se pronunciara a favor del Paraguay durante la Guerra del 70. Parte del territorio de este distrito corresponde a los esteros del Ypoá, de gran belleza y riqueza ecológica.

#### Humaitá
Considerada un verdadero símbolo de la resistencia durante la guerra de la Triple Alianza. Es una de las poblaciones tradicionales del Ñeembucú y alcanzó gran trascendencia a partir de la independencia constituyéndose en uno de los puertos de mayor actividad. Su importancia fue decayendo con el paso de los años y en la actualidad se espera que el turismo histórico y de pesca pueda darle nuevo impulso. Las ruinas del templo de San Carlos construido durante el gobierno de Carlos Antonio López y el Cuartel General del Mariscal Francisco Solano López (hoy museo), forman parte de los atractivos del pueblo del sur.

#### Cerrito
Una de las más bonitas poblaciones del Ñeembucú. Ubicada en la orilla del Río Paraná, sus playas e islas de blancas arenas son visitadas por numerosos turistas provenientes de diversos lugares del Paraguay y la Argentina. Lamentablemente, el largo camino de tierra que une Cerrito con la capital departamental evita que el número de visitantes se multiplique.

#### General Díaz
En el sur del departamento es uno de los distritos más laboriosos. Sus habitantes se dedican especialmente a la ganadería, agricultura y la apicultura. Sus compañías son reconocidas como productoras de algodón y miel de excelente calidad.

## Vías de comunicación

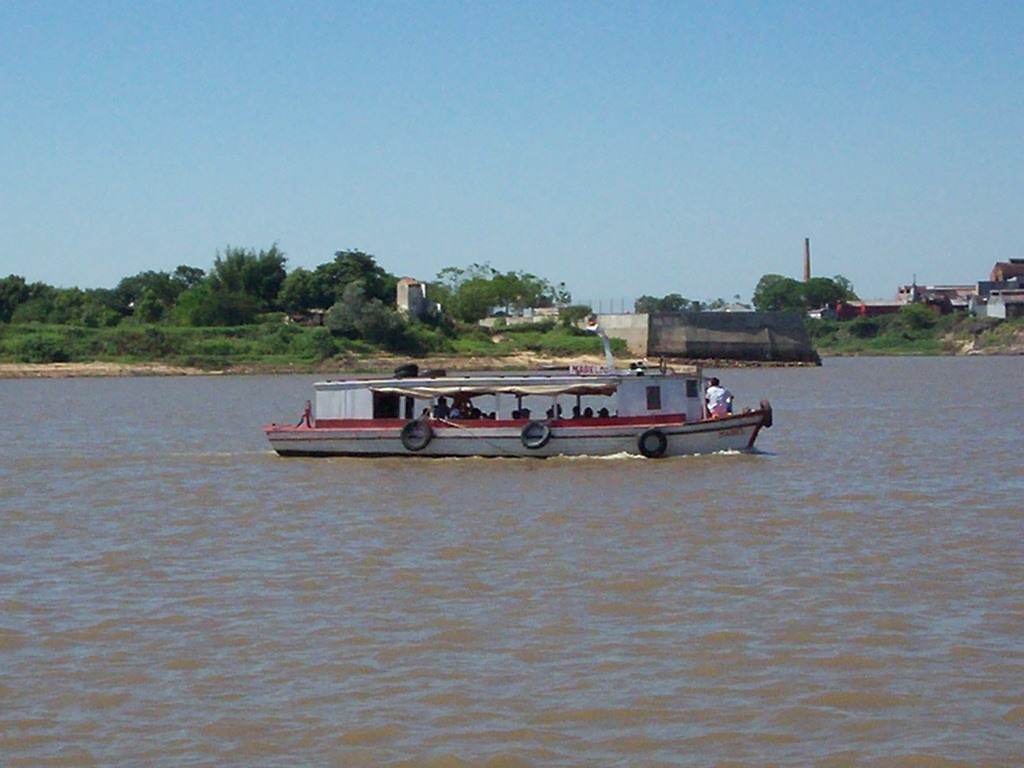
Lancha de transporte internacional cruzando el río Paraguay, entre Alberdi (Ñeembucú, Paraguay) y Formosa (Argentina).

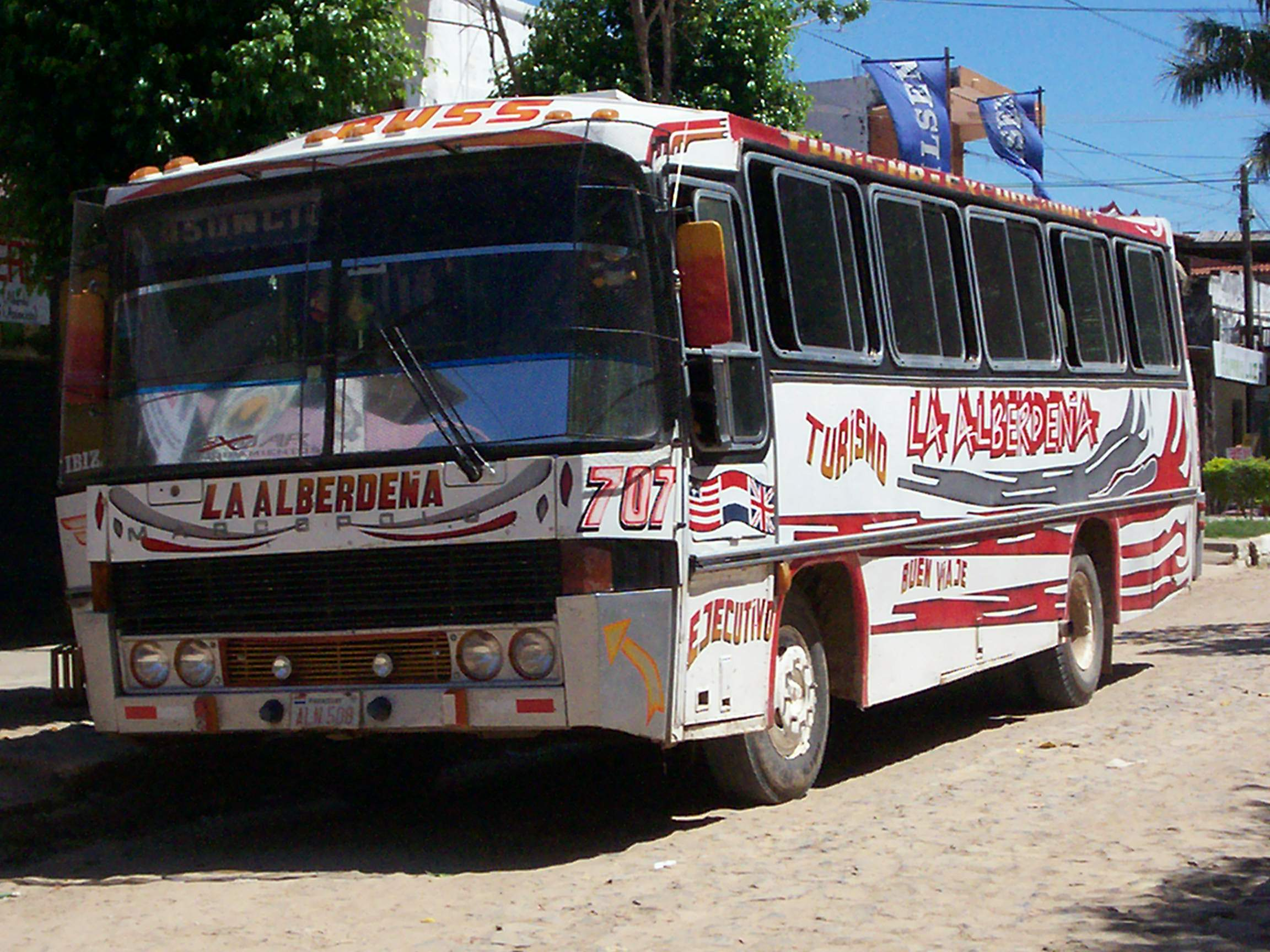
Colectivo de la empresa "La Alberdeña", que une Alberdi (Ñeembucú) con Asunción.

### Fluvial
Está constituida por los ríos Paraná y Paraguay, este medio es relevante debido a la ubicación del departamento.

### Terrestre
Originalmente, la única vía de todo tiempo era ruta PY04 "General José Eduvigis Díaz”, que empalma con la ruta PY01 “Mariscal Francisco Solano López”. Estas rutas conectaban a Pilar con el resto del país. En octubre de 2023, se habilitó la ruta PY19, conectando las ciudades de Villeta (departamento Central) con Villa Oliva, Alberdi, Villa Franca, Mburica y la capital departamental, marcando un hito histórico muy importante para el departamento, ya que históricamente eran ciudades muy aisladas y sin caminos de todo tiempo, además de suponer un ahorro muy importante de distancia entre Pilar y Asunción. 
Se proyecta que la ruta PY04 llegue hasta el Fuerte de Itapirú. 

### Aéreo
Cuenta con una línea regular Asunción- Pilar, con pistas de aterrizaje para aviones de pequeño porte.

### Radioemisoras
En AM las radios “Carlos Antonio López”, “Radio Boquerón”; FM: “Arapy”, “Jasy”, “Alberdi”, “Humaitá” y otras. Además de una repetidora de televisión.

## Economía
Las personas económicamente activas se emplean en mayor proporción en el sector terciario (comercio y servicios), seguido del primario (agricultura y ganadería). 
Históricamente es considerado un departamento ganadero por excelencia, se estima que en el Ñeembucú se superan las 600.000 cabezas de ganado vacuno. En menor número e importancia, sus habitantes se dedican a la cría de cerdos y cabras. El departamento es el principal productor de ganado ovino de la región Oriental y cuenta además con una importante producción de caballos.
En cuanto a producción agrícola, es Minifundiaria, con el algodón como principal cultivo de renta. Los cultivos de maíz son los de mayor importancia para el consumo, además de mandioca, sandía, maní, poroto y otros que se cultivan en menor porcentaje.
La pesca es una actividad de mucha relevancia, los ríos Paraguay y Paraná dan sustento a más de 2.000 familias del departamento. Las variedades ictícolas más comercializadas son: el surubí, el dorado y el pacú.
La producción de miel, a pesar de no alcanzar grandes volúmenes, en los últimos años se ha convertido en una alternativa rentable para los habitantes de la zona. La baja cotización internacional del algodón y la escasa fertilidad de los suelos de Ñeembucú han alentado la multiplicación de los productores apícolas, que esperan acceder en el futuro al mercado internacional. 
Manufactura de Pilar S.A. es desde la década del 30 la principal industria local. El complejo fabril elabora como producto principal, las muy conocidas “telas pilar”. Adicionalmente produce aceite comestible y jabones. El expeler y la cascarilla son utilizados para la alimentación animal.
Otras industrias de menos porte son: las plantas lácteas “La Ribera” y “Lacto Sur”, con producción de crema de leche y yogur. Existen también pequeñas industrias metalúrgicas. 

## Educación
El duodécimo departamento cuenta con numerosas instituciones en los niveles primario, secundario, terciario y universitario. 136 de las instituciones imparten Educación Escolar Básica, distribuidas en los 16 distritos de Ñeembucú. En el nivel secundario son 41 colegios y liceos, de los que egresan bachilleres humanísticos, comerciales, agropecuarios y técnicos, 7 instituciones de Educación Permanente de Adultos, 2 instituciones de Formación Docente en Pilar y 1 en el distrito de General Díaz. Nivel Superior: Universidad Nacional de Pilar, Universidad del Norte, la Universidad Tecnológica Intercontinental (UTIC) y la UNISAL.

## Salud
Tiene distribuido 68 establecimientos sanitarios entre hospitales, centros, puestos de salud y usf, cuenta con 2 sanatorios privados y 1 hospital regional de IPS; estas son las encargadas de brindar servicios sanitarios y cuidar de la salud de la población.

## Atractivos culturales

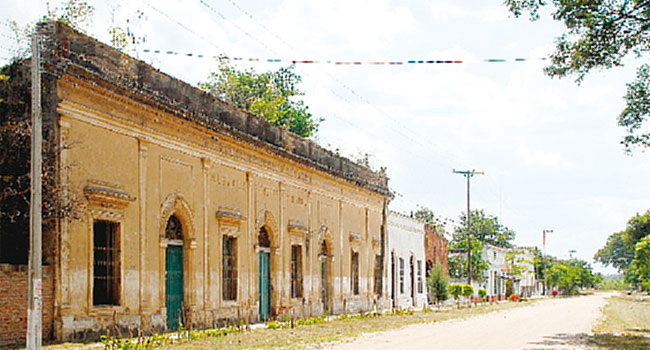
Casa Colonial.

Se distinguen varios lugares históricos como Paso de Patria, Estero Bellaco, Humaitá, Curupayty, Sauce y Boquerón, lugares donde se desarrollaron memorables batallas durante la Guerra de la Triple Alianza. San Fernando lugar donde el Mariscal López asentó su campamento y hasta hoy se puede apreciar vestigios de las trincheras paraguayas.
El Museo en Pilar en el cabildo que fuera la antigua casa de gobierno del Mariscal López muchos otros edificios y casas antiguas.

## Turismo natural, fluvial y de pesca

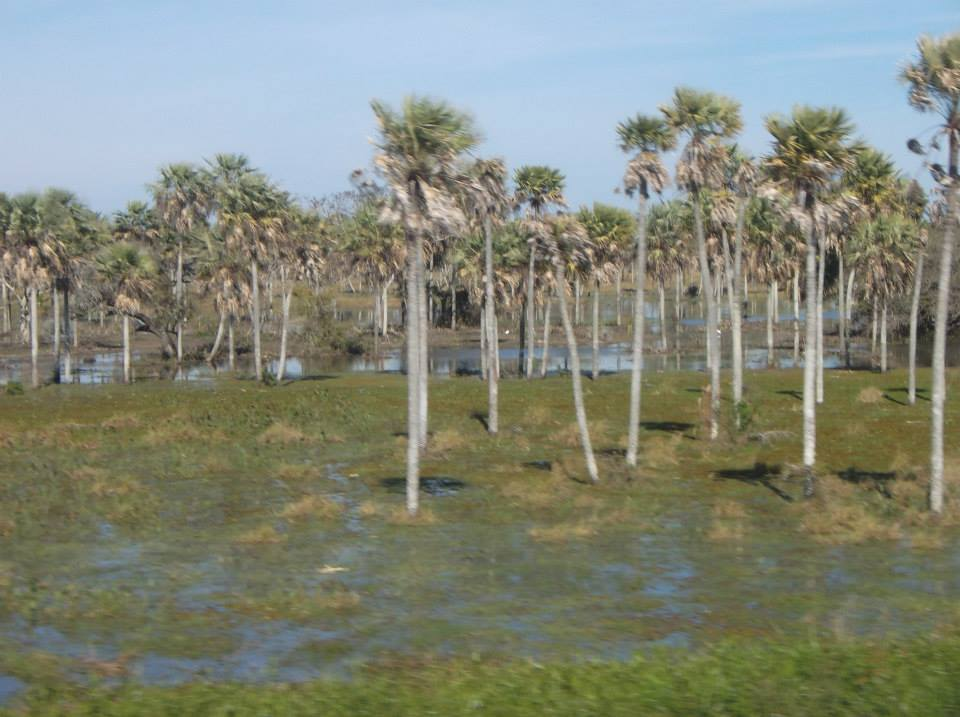
Paisaje de Palmares y humedales, al costado de la Ruta Nacional PY04.

Este departamento es un destino ideal para el turismo de pesca deportiva y paseos de observación de la rica vida silvestre y los bellos paisajes. Los ríos Paraguay (al oeste), Paraná (al sur) y Tebicuary (al norte) son límites naturales del departamento. También se destacan los arroyos Ñeembucu, Hondo y Yacaré, así como los inmensos humedales, entre los cuales se encuentran los esteros Camba, Montuoso y Bellaco.
La pesca del dorado, surubí, boga, corvina, y otras especies es muy reconocida en la región por pescadores deportivos nacionales e internacionales que participan en las diversas competencias que se organizan.